# Campeonato Gaúcho de Futebol de 2006 - Série A
O Campeonato Gaúcho de Futebol de 2006, foi a 86ª edição da competição no Rio Grande do Sul. A disputa teve início em 11 de Janeiro e o término em 9 de Abril de 2006. Participaram do campeonato 18 clubes. Após um longo período a final voltou a ser disputada em Grenais. A última vez que isso havia ocorrido foi no campeonato de 1999. O campeão deste ano foi o Grêmio.

## Participantes
| - Brasil-PE (Pelotas) - 46ª - Caxias (Caxias do Sul) - 45ª - Esportivo (Bento Gonçalves) - 36ª - Gaúcho (Passo Fundo) - 18ª - Glória (Vacaria) - 15ª - Grêmio (Porto Alegre) - 64ª - Internacional (Porto Alegre) - 62ª - Juventude (Caxias do Sul) - 44ª - Novo Hamburgo (Novo Hamburgo) - 55ª | - 15 de Novembro (Campo Bom) - 12ª - Santa Cruz -RS (Santa Cruz do Sul) - 37ª - São José-CS (Cachoeira do Sul) - 6ª - São José-PoA (Porto Alegre) - 22ª - São Luiz (Ijuí) - 18ª - Ulbra (Canoas) - 3ª - Veranópolis (Veranópolis) - 13ª - Farroupilha (Pelotas) - 25ª - Passo Fundo (Passo Fundo) - 28ª |

## Tabela

### 1º Fase
11/01 Passo Fundo 1 x 3 Gaúcho - Vermelhão da Serra
11/01 15 de Novembro 1 x 0 Caxias - Sady Schmidt
11/01 Veranópolis 1 x 4 Grêmio - Antônio Davi Farina
11/01 Esportivo 2 x 0 Santa Cruz - Montanha dos Vinhedos
11/01 São Luiz 1 x 1 Farroupilha - 19 de Outubro
11/01 São José-CS 2 x 1 Glória - Joaquim Vidal
11/01 Brasil-PEL 0 x 2 São José-POA - Bento Freitas
25/01 Ulbra 1 x 0 Internacional - Complexo Esportivo Ulbra
25/01 Juventude 3 x 2 Novo Hamburgo - Alfredo Jaconi
15/01 Gaúcho 2 x 2 Ulbra - Wolmar Salton
15/01 Caxias 0 x 2 Passo Fundo - Centenário
15/01 Santa Cruz 2 x 3 Grêmio - Plátanos
15/01 Farroupilha 1 x 3 Esportivo - General Nicolau Fico
15/01 Veranópolis 2 x 0 São Luiz - Antônio Davi Farina
15/01 Glória 1 x 0 Brasil - Altos da Glória
15/01 Novo Hamburgo 1 x 0 São José-CS - Santa Rosa
27/01 São José-POA 1 x 2 Juventude - Passo D’Areia
31/01 Internacional 1 x 0 15 de Novembro - Beira Rio
18/01 Ulbra 0 x 1 Caxias - Complexo Esportivo Ulbra
18/01 Passo Fundo 2 x 1 15 de Novembro - Vermelhão da Serra
18/01 Santa Cruz 1 x 0 Farroupilha - Plátanos
18/01 Esportivo 1 x 2 Veranópolis - Montanha dos Vinhedos
18/01 São Luiz 1 x 2 Grêmio - 19 de Outubro
18/01 Novo Hamburgo 1 x 3 São José-POA - Santa Rosa
18/01 Brasil-PEL 1 x 2 São José-CS - Bento Freitas
18/01 Juventude 0 x 1 Glória - Alfredo Jaconi
19/01 Internacional 3 x 1 Gaúcho - Beira Rio
22/01 Caxias 2 x 3 Gaúcho - Centenário
22/01 Passo Fundo 3 x 4 Internacional - Vermelhão da Serra
22/01 15 de Novembro 0 x 3 Ulbra - Sady Scmidt
22/01 Veranópolis 2 x 0 Farroupilha - Antônio Davi Farina
22/01 Grêmio 3 x 1 Esportivo - Olímpico
22/01 Glória 3 x 2 São José-POA - Altos da Glória
22/01 Brasil-PEL 1 x 2 Novo Hamburgo - Bento Freitas
22/01 São José-CS 0 x 2 Juventude - Joaquim Vidal
24/01 São Luiz 0 x 1 Santa Cruz - 19 de Outubro
28/01 Gaúcho 1 x 0 15 de Novembro - Wolmar Salton
28/01 Internacional 2 x 0 Caxias - Beira Rio
29/01 Ulbra 5 x 0 Passo Fundo - Complexo Esportivo Ulbra
29/01 Farroupilha 0 x 0 Grêmio - General Nicolau Fico
29/01 Santa Cruz 3 x 1 Veranópolis - Plátanos
29/01 Esportivo 3 x 0 São Luiz - Montanha dos Vinhedos
29/01 São José-POA 1 x 0 São José-CS - Passo D’Areia
29/01 Juventude 2 x 1 Brasil-PEL - Alfredo Jaconi
30/01 Novo Hamburgo 2 x 2 Glória - Santa Rosa
01/02 Grêmio 1 x 2 Farroupilha - Olímpico
01/02 Veranópolis 2 x 1 Santa Cruz - Antônio Davi Farina
01/02 Brasil-PEL 2 x 2 Juventude - Bento Freitas
02/02 Passo Fundo 2 x 2 Ulbra - Vermelhão da Serra
02/02 Caxias 1 x 1 Internacional - Centenário
02/02 15 de Novembro 2 x 0 Gaúcho - Sady Schmidt
02/02 São Luiz 1 x 1 Esportivo - 19 de Outubro
02/02 São José-CS 1 x 3 São José-POA - Joaquim Vidal
02/02 Glória 1 x 2 Novo Hamburgo - Altos da Glória
05/02 Ulbra 1 x 4 15 de Novembro - Complexo Esportivo Ulbra
05/02 Internacional 4 x 0 Passo Fundo - Beira Rio
05/02 Gaúcho 0 x 1 Caxias - Wolmar Salton
05/02 Esportivo 2 x 2 Grêmio - Montanha dos Vinhedos
05/02 Santa Cruz 1 x 0 São Luiz - Plátanos
05/02 Farroupilha 3 x 0 Veranópolis - General Nicolau Fico
05/02 São José-POA 1 x 1 Glória - Passo D’Areia
05/02 Novo Hamburgo 4 x 3 Brasil-PEL - Santa Rosa
05/02 Juventude 1 x 1 São José-CS - Alfredo Jaconi
08/02 Caxias 1 x 0 Ulbra - Centenário
08/02 15 de Novembro 3 x 2 Passo Fundo - Sady Scmidt
08/02 Gaúcho 0 x 2 Internacional - Wolmar Salton
08/02 Veranópolis 2 x 1 Esportivo - Antônio Davi Farina
08/02 Grêmio 1 x 0 São Luiz - Olímpico
08/02 Farroupilha 1 x 1 Santa Cruz - General Nicolau Fico
08/02 São José-POA 1 x 0 Novo Hamburgo - Passo D’ Areia
08/02 Glória 1 x 3 Juventude - Altos da Glória
08/02 São José-CS 3 x 1 Brasil-PEL - Joaquim Vidal
12/02 15 de Novembro 0 x 0 Internacional - Sady Schmidt
12/02 Passo Fundo 1 x 2 Caxias - Vermelhão da Serra
12/02 Ulbra 3 x 0 Gaúcho - Complexo Esportivo Ulbra
12/02 Esportivo 1 x 3 Farroupilha - Montanha dos Vinhedos
12/02 Grêmio 2 x 1 Santa Cruz - Olímpico
12/02 Brasil-PEL 3 x 1 Glória - Bento Freitas
12/02 São José-CS 2 x 1 Novo Hamburgo - Joaquim Vidal
12/02 Juventude 2 x 2 São José-POA - Alfredo Jaconi
13/02 São Luiz 4 x 3 Veranópolis - 19 de Outubro
18/02 São José-POA 0 x 1 Brasil-PEL - Passo D’Areia
19/02 Internacional 3 x 1 Ulbra - Beira Rio
19/02 Gaúcho 2 x 0 Passo Fundo - Wolmar Salton
19/02 Caxias 1 x 0 15 de Novembro - Centenário
19/02 Farroupilha 3 x 1 São Luiz - General Nicolau Fico
19/02 Santa Cruz 3 x 2 Esportivo - Plátanos
19/02 Grêmio 3 x 1 Veranópolis - Olímpico
19/02 Novo Hamburgo 4 x 0 Juventude - Santa Rosa
19/02 Glória 0 x 4 São José-CS - Altos da Glória

### Grupo A
| Classificação - Primeira Fase (GRUPO A)                                                                                     | Classificação - Primeira Fase (GRUPO A) | Classificação - Primeira Fase (GRUPO A) | Classificação - Primeira Fase (GRUPO A) | Classificação - Primeira Fase (GRUPO A) | Classificação - Primeira Fase (GRUPO A) | Classificação - Primeira Fase (GRUPO A) | Classificação - Primeira Fase (GRUPO A) | Classificação - Primeira Fase (GRUPO A) | Classificação - Primeira Fase (GRUPO A) |
| Time | Time                                    | PG                                      | J                                       | V                                       | E                                       | D                                       | GP                                      | GC                                      | SG                                      |
| --- | --------------------------------------- | --------------------------------------- | --------------------------------------- | --------------------------------------- | --------------------------------------- | --------------------------------------- | --------------------------------------- | --------------------------------------- | --------------------------------------- |
| 1 | Internacional                           | 23                                      | 10                                      | 7                                       | 2                                       | 1                                       | 20                                      | 7                                       | 13                                      |
| 2 | Caxias                                  | 16                                      | 10                                      | 5                                       | 1                                       | 4                                       | 9                                       | 10                                      | - 1                                     |
| 3 | Ulbra                                   | 14                                      | 10                                      | 4                                       | 2                                       | 4                                       | 18                                      | 13                                      | 5                                       |
| 4 | 15 de Novembro                          | 13                                      | 10                                      | 4                                       | 1                                       | 5                                       | 11                                      | 11                                      | 0                                       |
| 5 | Gaúcho                                  | 13                                      | 10                                      | 4                                       | 1                                       | 5                                       | 12                                      | 16                                      | - 4                                     |
| 6 | Passo Fundo                             | 7                                       | 10                                      | 2                                       | 1                                       | 7                                       | 13                                      | 26                                      | - 13                                    |
| PG - pontos ganhos; J - jogos; V - vitórias; E - empates; D - derrotas; GP - gols pró; GC - gols contra; SG - saldo de gols |                                         |                                         |                                         |                                         |                                         |                                         |                                         |                                         |                                         |

#### Grupo B
| Classificação - Primeira Fase (GRUPO B)                                                                                     | Classificação - Primeira Fase (GRUPO B) | Classificação - Primeira Fase (GRUPO B) | Classificação - Primeira Fase (GRUPO B) | Classificação - Primeira Fase (GRUPO B) | Classificação - Primeira Fase (GRUPO B) | Classificação - Primeira Fase (GRUPO B) | Classificação - Primeira Fase (GRUPO B) | Classificação - Primeira Fase (GRUPO B) | Classificação - Primeira Fase (GRUPO B) |
| Time | Time                                    | PG                                      | J                                       | V                                       | E                                       | D                                       | GP                                      | GC                                      | SG                                      |
| --- | --------------------------------------- | --------------------------------------- | --------------------------------------- | --------------------------------------- | --------------------------------------- | --------------------------------------- | --------------------------------------- | --------------------------------------- | --------------------------------------- |
| 1 | Grêmio                                  | 23                                      | 10                                      | 7                                       | 2                                       | 1                                       | 21                                      | 11                                      | 10                                      |
| 2 | Santa Cruz                              | 16                                      | 10                                      | 5                                       | 1                                       | 4                                       | 14                                      | 13                                      | 1                                       |
| 3 | Veranópolis                             | 15                                      | 10                                      | 5                                       | 0                                       | 5                                       | 16                                      | 20                                      | - 4                                     |
| 4 | Farroupilha                             | 15                                      | 10                                      | 4                                       | 3                                       | 3                                       | 14                                      | 11                                      | 3                                       |
| 5 | Esportivo                               | 11                                      | 10                                      | 3                                       | 2                                       | 5                                       | 17                                      | 17                                      | 0                                       |
| 6 | São Luiz                                | 5                                       | 10                                      | 1                                       | 2                                       | 7                                       | 8                                       | 18                                      | - 10                                    |
| PG - pontos ganhos; J - jogos; V - vitórias; E - empates; D - derrotas; GP - gols pró; GC - gols contra; SG - saldo de gols |                                         |                                         |                                         |                                         |                                         |                                         |                                         |                                         |                                         |

#### Grupo C
| Classificação - Primeira Fase (GRUPO C)                                                                                     | Classificação - Primeira Fase (GRUPO C) | Classificação - Primeira Fase (GRUPO C) | Classificação - Primeira Fase (GRUPO C) | Classificação - Primeira Fase (GRUPO C) | Classificação - Primeira Fase (GRUPO C) | Classificação - Primeira Fase (GRUPO C) | Classificação - Primeira Fase (GRUPO C) | Classificação - Primeira Fase (GRUPO C) | Classificação - Primeira Fase (GRUPO C) |
| Time | Time                                    | PG                                      | J                                       | V                                       | E                                       | D                                       | GP                                      | GC                                      | SG                                      |
| --- | --------------------------------------- | --------------------------------------- | --------------------------------------- | --------------------------------------- | --------------------------------------- | --------------------------------------- | --------------------------------------- | --------------------------------------- | --------------------------------------- |
| 1 | Juventude                               | 18                                      | 10                                      | 5                                       | 3                                       | 2                                       | 17                                      | 15                                      | 2                                       |
| 2 | São José-POA                            | 17                                      | 10                                      | 5                                       | 2                                       | 3                                       | 16                                      | 11                                      | 5                                       |
| 3 | Novo Hamburgo                           | 16                                      | 10                                      | 5                                       | 1                                       | 4                                       | 19                                      | 16                                      | 3                                       |
| 4 | São José-CS                             | 16                                      | 10                                      | 5                                       | 1                                       | 4                                       | 15                                      | 12                                      | 3                                       |
| 5 | Glória                                  | 11                                      | 10                                      | 3                                       | 2                                       | 5                                       | 12                                      | 19                                      | - 7                                     |
| 6 | Brasil-PEL                              | 7                                       | 10                                      | 2                                       | 1                                       | 7                                       | 13                                      | 19                                      | - 6                                     |
| PG - pontos ganhos; J - jogos; V - vitórias; E - empates; D - derrotas; GP - gols pró; GC - gols contra; SG - saldo de gols |                                         |                                         |                                         |                                         |                                         |                                         |                                         |                                         |                                         |

## 2º Fase
25/02 Caxias 3 x 2 Novo Hamburgo - Centenário
25/02 Veranópolis 2 x 3 Grêmio - Antônio Davi farina
25/02 Santa Cruz 0 x 1 Juventude - Plátanos
26/02 Internacional 4 x 1 São José-POA - Beira Rio
01/03 São José-POA 1 x 1 Caxias - Passo D’Areia
01/03 Novo Hamburgo 1 x 2 Internacional - Santa Rosa
02/03 Juventude 2 x 0 Veranópolis - Alfredo Jaconi
02/03 Grêmio 3 x 0 Santa Cruz - Olímpico
04/03 Internacional 2 x 1 Caxias - Beira Rio
05/03 Novo Hamburgo 1 x 0 São José-POA - Santa Rosa
05/03 Veranópolis 5 x 0 Santa Cruz - Antônio Davi Farina
05/03 Juventude 1 x 2 Grêmio - Alfredo Jaconi
11/03 Santa Cruz 0 X 0 Veranópolis - Plátanos
11/03 Grêmio 2 x 2 Juventude - Olímpico
12/03 São José-POA 1 x 0 Novo Hamburgo - Passo D’Areia
12/03 Caxias 0 x 3 Internacional - Centenário
18/03 Internacional 1 x 0 Novo Hamburgo - Beira Rio
18/03 Veranópolis 1 x 1 Juventude - Antônio Davi Farina
19/03 Caxias 3 x 2 São José-POA - Centenário
19/03 Santa Cruz 1 x 1 Grêmio - Plátanos
26/03 São José-POA 2 x 6 Internacional - Passo D’Areia
26/03 Novo Hamburgo 1 x 1 Caxias - Santa Rosa
26/03 Juventude 1 x 1 Santa Cruz - Alfredo Jaconi
26/03 Grêmio 2 x 0 Veranópolis - Olímpico

### Grupo 1
| Classificação - Segunda Fase (GRUPO 1)                                                                                      | Classificação - Segunda Fase (GRUPO 1) | Classificação - Segunda Fase (GRUPO 1) | Classificação - Segunda Fase (GRUPO 1) | Classificação - Segunda Fase (GRUPO 1) | Classificação - Segunda Fase (GRUPO 1) | Classificação - Segunda Fase (GRUPO 1) | Classificação - Segunda Fase (GRUPO 1) | Classificação - Segunda Fase (GRUPO 1) | Classificação - Segunda Fase (GRUPO 1) |
| Time | Time                                   | PG                                     | J                                      | V                                      | E                                      | D                                      | GP                                     | GC                                     | SG                                     |
| --- | -------------------------------------- | -------------------------------------- | -------------------------------------- | -------------------------------------- | -------------------------------------- | -------------------------------------- | -------------------------------------- | -------------------------------------- | -------------------------------------- |
| 1 | Internacional                          | 18                                     | 6                                      | 6                                      | 0                                      | 0                                      | 18                                     | 5                                      | 13                                     |
| 2 | Caxias                                 | 8                                      | 6                                      | 2                                      | 2                                      | 2                                      | 9                                      | 11                                     | - 2                                    |
| 3 | Novo Hamburgo                          | 4                                      | 6                                      | 1                                      | 1                                      | 4                                      | 5                                      | 8                                      | - 3                                    |
| 4 | São José-POA                           | 4                                      | 6                                      | 1                                      | 1                                      | 4                                      | 7                                      | 15                                     | - 8                                    |
| PG - pontos ganhos; J - jogos; V - vitórias; E - empates; D - derrotas; GP - gols pró; GC - gols contra; SG - saldo de gols |                                        |                                        |                                        |                                        |                                        |                                        |                                        |                                        |                                        |

#### Grupo 2
| Classificação - Segunda Fase (GRUPO 2)                                                                                      | Classificação - Segunda Fase (GRUPO 2) | Classificação - Segunda Fase (GRUPO 2) | Classificação - Segunda Fase (GRUPO 2) | Classificação - Segunda Fase (GRUPO 2) | Classificação - Segunda Fase (GRUPO 2) | Classificação - Segunda Fase (GRUPO 2) | Classificação - Segunda Fase (GRUPO 2) | Classificação - Segunda Fase (GRUPO 2) | Classificação - Segunda Fase (GRUPO 2) |
| Time | Time                                   | PG                                     | J                                      | V                                      | E                                      | D                                      | GP                                     | GC                                     | SG                                     |
| --- | -------------------------------------- | -------------------------------------- | -------------------------------------- | -------------------------------------- | -------------------------------------- | -------------------------------------- | -------------------------------------- | -------------------------------------- | -------------------------------------- |
| 1 | Grêmio                                 | 14                                     | 6                                      | 4                                      | 2                                      | 0                                      | 13                                     | 6                                      | 7                                      |
| 2 | Juventude                              | 9                                      | 6                                      | 2                                      | 3                                      | 1                                      | 8                                      | 6                                      | 2                                      |
| 3 | Veranópolis                            | 5                                      | 6                                      | 1                                      | 2                                      | 3                                      | 8                                      | 8                                      | 5                                      |
| 4 | Santa Cruz                             | 3                                      | 6                                      | 0                                      | 3                                      | 3                                      | 2                                      | 11                                     | - 9                                    |
| PG - pontos ganhos; J - jogos; V - vitórias; E - empates; D - derrotas; GP - gols pró; GC - gols contra; SG - saldo de gols |                                        |                                        |                                        |                                        |                                        |                                        |                                        |                                        |                                        |

### Final
| 1 de Abril de 2006 | Grêmio | 0 – 0 | Internacional | Estádio Olímpico, Porto Alegre RS Público: 39.110 Árbitro: Carlos Eugênio Simon Auxiliar 1: José Javel Silveira Auxiliar 2: Paulo Ricardo Conceição |
|                    |        |       |               | |

|  | Grêmio Marcelo Grohe Patrício Evaldo Pereira Alessandro Jeovânio Lucas Marcelo Costa (Herrera) Wellington Ramón (Tcheco) Ricardinho Técnico: Mano Menezes. |  | Internacional Clemer Ceará Bolívar Fabiano Eller Rubens Cardoso Fabinho Perdigão (Márcio Mossoró) Tinga Michel (Rafael Sóbis) Iarley (Edinho) Fernandão Técnico: Abel Braga |

| 9 de Abril de 2006 | Internacional | 1 – 1 | Grêmio           | Estádio Beira-Rio, Porto Alegre RS Público: 57.541 Árbitro: Leandro Vuaden Auxiliar 1: Altemir Hausmann Auxiliar 2: Vili Tissot |
|                    | 58' Fernandão |       | 78' Pedro Júnior | |

|  | Internacional Clemer Ceará Bolívar Ediglê Rubens Cardoso (Renteria) Fabinho Tinga Márcio Mossoró Michel (Perdigão) Iarley (Rafael Sóbis) Fernandão Técnico: Abel Braga |  | Grêmio Marcelo Grohe Patrício Evaldo Pereira Escalona (Tcheco) Jeovânio Lucas Marcelo Costa Wellington Ramón (Pedro Júnior) Ricardinho Técnico: Mano Menezes |

## Campeão
| Campeonato Gaúcho de Futebol 2006                     |
| Porto Alegre                                          |
| ----------------------------------------------------- |
| Grêmio Foot-Ball Porto Alegrense Campeão (34° título) |

## Campeão do Interior
| Campeão do Interior de 2006 |
| Caxias do Sul               |
| --------------------------- |
| Juventude 12º título        |

## Artilharia
- 14 gols: Giancarlo (Novo Hamburgo)
- 7 gols: Guilherme (Veranópolis)
- 6 gols: Aílton (Caxias)

Pedro Júnior (Grêmio)
Tcheco (Grêmio)
Odair (Santa Cruz)
Bill (São José-POA)
Zé Alcino (São José-POA)

## Segunda Divisão
Campeão: Guarany (Bagé)
Vice-Campeão: Guarani (Venâncio Aires)